# Тованда (Канзас)
Тованда (енгл. Towanda) град је у америчкој савезној држави Канзас.

## Демографија
По попису из 2010. године број становника је 1.450, што је 112 (8,4%) становника више него 2000. године.
| Група             | 2000.         | 2010.         |
| Белци             | 1.287 (96,2%) | 1.366 (94,2%) |
| Афроамериканци    | 5 (0,4%)      | 4 (0,3%)      |
| Азијати           | 3 (0,2%)      | 7 (0,5%)      |
| Хиспаноамериканци | 10 (0,7%)     | 39 (2,7%)     |
| Укупно            | 1.338         | 1.450         |